# UFO: Aftermath
UFO: Aftermath je počítačová hra žánru strategie a RPG. Vytvořilo ji české studio ALTAR Interactive, šlo o první díl trilogie UFO her od zmíněného studia. Hru vydala roku 2003 Cenega pro platformu Windows. V roce 2005 vyšlo pokračování UFO: Aftershock. Hra je založena na zrušeném projektu The Dreamland Chronicles: Freedom Ridge britského studia Mythos Games.

## Hratelnost
Ve hře jsou dvě části. V strategické části hráč vidí celou planetu Zemi a na ní dostupné mise a jeho základny, kterých jsou čtyři druhy - vojenské, vědecké, inženýrské a později i základny pro likvidaci Biomasy. Z vojenských startují stíhačky určené na obranu Země před UFO a také jsou zde cvičeni, vybíráni, vyzbrojováni a ošetřováni vojáci hráčova týmu. Výzkumné zkoumají transgenanty, proti kterým hráč bojuje a inženýrské zkoumají nové technologie.
Taktická část je o plnění misí, které se na Zemi náhodně objevují. Hráč v ní ovládá svůj tým a musí splnit daný úkol. Většinou jde o zabití určeného počtu nepřátel. Vojáci po každé misi získávají zkušenosti a vylepšují se tak jejich schopnosti.
Hra kombinuje realtimovou a tahovou strategii. Vše probíhá v reálném čase, ale když dojde k něčemu podstatému, například když se objeví nepřítel nebo jedna z jednotek dokončí akci, tak se čas zastaví a hráč může podle situace naplánovat další akce. Hráč si může vybrat, jestli chce začít na kontinentu Amerika, Evropa, nebo Asie.

## Příběh
25. května 2004 byla Země napadena mimozemšťany nazývanými retikuláni, kteří do atmosféry vypustili oblaky spór. Většina vyšších živočíchů vymřela a zbytky lidstva se uchýlily do podzemních krytů. Po nějaké době se spóry rozpadly a zbývající lidé se snaží ubránit vzniklým mutantům, tzv. transgenantům, porostu biomasy a retikulánům samotným.